# أثمان مدبب
أثمان مدبب (الاسم العلمي: Ipomea aculeata) نوع من جنس الأثمان وفصيلة المحمودية.